# Asterogyne
Genre
Classification phylogénétique
Asterogyne est un genre végétal de la famille des Arecaceae (Palmiers).

## Classification
- Sous-famille des Arecoideae
  - Tribu des Geonomateae

Le genre Asterogyne partage sa tribu avec 5 autres genres : Calyptrogyne, Calyptronoma, Geonoma, Pholidostachys, Welfia.

## Espèces
- Asterogyne guianensis
- Asterogyne martiana
- Asterogyne ramosa
- Asterogyne spicata
- Asterogyne yaracuyense